# ستان ستيرنز
ستان ستيرنز (بالإنجليزية: Stan Stearns)‏ هو مصور أمريكي، ولد في 11 مايو 1935 في أنابولس في الولايات المتحدة، وتوفي في 2 مارس 2012.

## وصلات خارجية
- الموقع الرسمي